# Свальбард (криголам)
«Свальбард», W 303 (норв. KV Svalbard) — норвезький криголам, який знаходиться на озброєнні берегової охорони. Використовується також в ролі патрульного корабля. Спроектований в кінці 1990-х років для підтримки інших кораблів берегової охорони, зокрема, патрульних кораблів типу «Нордкап». Прийнято на озброєння в 2002 році. Є одним з найбільших кораблів, що перебувають на озброєнні ВМС Норвегії. Назва Svalbard або Свальбард це норвезька назва Шпіцбергена.
У 2007 році, прем'єр-міністр Канади Стівен Харпер оголосив про те, що Канада планує побудувати від шести до восьми патрульних кораблів, що базуються на проекті «Свальбарда».

## Будівництво
Корабель було побудовано компанією Langsten AS на корабельні Tangen Verft в Крагеро. Контракт на будівництво був укладений 15 грудня 1999 року. Будівництво криголама розпочато 9 серпня 2000 року. Спущений на воду 17 лютого 2001 року. Церемонія хрещення відбулася 15 грудня 2001 року. 18 січня 2002 року передано береговій охороні Норвегії. Прийнято на озброєння в середині 2002 року.

## Служба
21 серпня 2019 року, вперше в історії Норвегії, досяг Північного полюса. Як повідомила прес-служба ВМС Норвегії, похід KV Svalbard на Північний полюс пов'язаний з роботою по вивченню клімату Арктики за планами організації Nansen Environmental and Remote Sensing Center (Нансен центр навколишнього середовища і дистанційного зондування).
За повідомленями від 28 жовтня 2020 року корабель, слідуючи Північним морським шляхом, виявився у виключній економічній зоні Російської Федерації. Судно зайшло в район, який знаходиться на схід від Північної Землі в море Лаптєвих.
"Останні кілька днів KV Svalbard знаходиться у виключній економічній зоні Росії, а 27 жовтня вийшов в район на схід від Північної Землі в море Лаптєвих", — відзначили в норвезькому військовому відомстві. Також там додали, що завданням судна є підняття на борт три буйкових станції, які є вкрай важливими для вимірювання температури у всьому Північному Льодовитому океані.